# Vuelta a España 2011
Vuelta a España 2011 var den 66. udgave af cykelløbet Vuelta a España. Løbet startede 20. august i Benidorm med en holdtidskørsel ved aftentid og sluttede 11. september 2011 i Madrid. Løbet var på 3300 km, fordelt på 21 etaper.

## Deltagere

### Hold
Udover de 18 ProTeam var Andalucía-Caja Granada, Geox-TMC, Cofidis og Skil-Shimano inviteret til at deltage.
Den komplette liste af deltagende hold
| - Ag2r-La Mondiale - Andalucía-Caja Granada* - Astana Pro Team - BMC Racing Team - Cofidis* - Euskaltel-Euskadi - Garmin-Cervélo - Geox-TMC* | - HTC-Highroad - Team Katusha - Lampre-ISD - Team Leopard-Trek - Liquigas-Cannondale - Movistar Team - Omega Pharma-Lotto - Quick Step | - Rabobank - Team RadioShack - Saxo Bank-SunGard - Skil-Shimano* - Team Sky - Vacansoleil-DCM |  |

(*) = inviteret pro-kontinentalhold

### Ryttere
For Mark Cavendish, Tyler Farrar, Alessandro Petacchi og Sebastian Lang var løbet deres tredje Grand Tour for året, men det var kun sidstnævnte som fuldførte Giro d'Italia.
| Nationer                                                                                  | Antal ryttere |
| ----------------------------------------------------------------------------------------- | ------------- |
| Spanien                                                                                   | 43            |
| Italien                                                                                   | 29            |
| Belgien                                                                                   | 18            |
| Frankrig                                                                                  | 16            |
| Holland, Tyskland                                                                         | 12            |
| Australien, Danmark, Rusland, Schweiz                                                     | 6             |
| Polen, Storbritannien, USA                                                                | 4             |
| Kasakhstan, Portugal                                                                      | 3             |
| Colombia, Estland, Hviderusland, Irland, Slovakiet, Sverige, Ukraine, Østrig              | 2             |
| Argentina, Brasilien, Japan, · Kroatien, Letland, Litauen, Norge, · Slovenien, Usbekistan | 1             |
| Totalt                                                                                    | 198           |

## Etaper
| Etape | Dato          | Strækning                                         | Km       | Type           | Type           | Etapevinder              | Samlet                  |
| ----- | ------------- | ------------------------------------------------- | -------- | -------------- | -------------- | ------------------------ | ----------------------- |
| 1     | 20. august    | Benidorm                                          | 13,5 km  | Holdtidskørsel | Holdtidskørsel | Team Leopard-Trek        | Jakob Fuglsang (LEO)    |
| 2     | 21. august    | La Nucía – Playas de Orihuela                     | 175,5 km | Flad etape     | Flad           | Christopher Sutton (SKY) | Daniele Bennati (LEO)   |
| 3     | 22. august    | Petrer – Totana                                   | 163 km   | Flad etape     | Flad           | Pablo Lastras (MOV)      | Pablo Lastras (MOV)     |
| 4     | 23. august    | Baza – Sierra Nevada                              | 170,2 km | Bjergetape     | Bjergetape     | Daniel Moreno (KAT)      | Sylvain Chavanel (QST)  |
| 5     | 24. august    | Sierra Nevada – Valdepeñas de Jaén                | 187 km   | Flad etape     | Flad           | Joaquim Rodríguez (KAT)  | Sylvain Chavanel (QST)  |
| 6     | 25. august    | Úbeda – Córdoba                                   | 196,8 km | Flad etape     | Flad           | Peter Sagan (LIQ)        | Sylvain Chavanel (QST)  |
| 7     | 26. august    | Almadén – Talavera de la Reina                    | 187,6 km | Flad etape     | Flad           | Marcel Kittel (SKS)      | Sylvain Chavanel (QST)  |
| 8     | 27. august    | Talavera de la Reina – San Lorenzo de El Escorial | 177,3 km | Bjergetape     | Bjergetape     | Joaquim Rodríguez (KAT)  | Joaquim Rodríguez (KAT) |
| 9     | 28. august    | Villacastín – Sierra de Bejar. La Covatilla       | 183 km   | Bjergetape     | Bjergetape     | Daniel Martin (GRM)      | Bauke Mollema (RAB)     |
| 10    | 29. august    | Salamanca                                         | 47 km    | Enkeltstart    | Enkeltstart    | Tony Martin (THR)        | Chris Froome (SKY)      |
| H     | 30. august    | Hviledag                                          | Hviledag | Hviledag       | Hviledag       | Hviledag                 | Hviledag                |
| 11    | 31. august    | Verín – Estación de Esquí Manzaneda               | 167 km   | Bjergetape     | Bjergetape     | David Moncoutié (COF)    | Bradley Wiggins (SKY)   |
| 12    | 1. september  | Ponteareas – Pontevedra                           | 167,3 km | Flad etape     | Flad           | Peter Sagan (LIQ)        | Bradley Wiggins (SKY)   |
| 13    | 2. september  | Sarria – Ponferrada                               | 158,2 km | Bjergetape     | Bjergetape     | Michael Albasini (THR)   | Bradley Wiggins (SKY)   |
| 14    | 3. september  | Astorga – La Farrapona. Lagos de Somiedo          | 172 km   | Bjergetape     | Bjergetape     | Rein Taaramäe (COF)      | Bradley Wiggins (SKY)   |
| 15    | 4. september  | Avilés – Angliru                                  | 142,2 km | Bjergetape     | Bjergetape     | Juan José Cobo (GEO)     | Juan José Cobo (GEO)    |
| H     | 5. september  | Hviledag                                          | Hviledag | Hviledag       | Hviledag       | Hviledag                 | Hviledag                |
| 16    | 6. september  | Villa Romana La Olmeda (Palencia) – Haro          | 188,1 km | Flad etape     | Flad           | Juan José Haedo (SBS)    | Juan José Cobo (GEO)    |
| 17    | 7. september  | Faustino V – Peña Cabarga                         | 211 km   | Bjergetape     | Bjergetape     | Chris Froome (SKY)       | Juan José Cobo (GEO)    |
| 18    | 8. september  | Solares – Noja                                    | 174,6 km | Bjergetape     | Bjergetape     | Francesco Gavazzi (LAM)  | Juan José Cobo (GEO)    |
| 19    | 9. september  | Noja – Bilbao                                     | 158,5 km | Flad etape     | Flad           | Igor Antón (EUS)         | Juan José Cobo (GEO)    |
| 20    | 10. september | Bilbao – Vitoria                                  | 185 km   | Bjergetape     | Bjergetape     | Daniele Bennati (LEO)    | Juan José Cobo (GEO)    |
| 21    | 11. september | Circuito del Jarama – Madrid                      | 94,2 km  | Flad etape     | Flad           | Peter Sagan (LIQ)        | Juan José Cobo (GEO)    |

## Trøjerne dag for dag
| Etape  | Vinder             | Samlede stilling  | Pointkonkurrencen  | Bjergkonkurrencen | Kombinationskonkurrencen | Holdkonkurrencen  | Mest angrebsivrige rytter |
| ------ | ------------------ | ----------------- | ------------------ | ----------------- | ------------------------ | ----------------- | ------------------------- |
| 1      | Team Leopard-Trek  | Jakob Fuglsang    | ikke uddelt        | ikke uddelt       | ikke uddelt              | Team Leopard-Trek | Fabian Cancellara         |
| 2      | Christopher Sutton | Daniele Bennati   | Christopher Sutton | Paul Martens      | Jesús Rosendo            | Team Leopard-Trek | Adam Hansen               |
| 3      | Pablo Lastras      | Pablo Lastras     | Pablo Lastras      | Pablo Lastras     | Pablo Lastras            | Movistar Team     | Sylvain Chavanel          |
| 4      | Daniel Moreno      | Sylvain Chavanel  | Pablo Lastras      | Daniel Moreno     | Daniel Moreno            | Team RadioShack   | Thomas Rohregger          |
| 5      | Joaquim Rodríguez  | Sylvain Chavanel  | Daniel Moreno      | Daniel Moreno     | Daniel Moreno            | Team RadioShack   | Michael Albasini          |
| 6      | Peter Sagan        | Sylvain Chavanel  | Joaquim Rodríguez  | Daniel Moreno     | Daniel Moreno            | Team RadioShack   | Martin Kohler             |
| 7      | Marcel Kittel      | Sylvain Chavanel  | Peter Sagan        | Daniel Moreno     | Daniel Moreno            | Team RadioShack   | Luís Ángel Maté           |
| 8      | Joaquim Rodríguez  | Joaquim Rodríguez | Joaquim Rodríguez  | Daniel Moreno     | Daniel Moreno            | Team RadioShack   | Adrián Palomares          |
| 9      | Daniel Martin      | Bauke Mollema     | Joaquim Rodríguez  | Daniel Martin     | Bauke Mollema            | Geox-TMC          | Sebastian Lang            |
| 10     | Tony Martin        | Chris Froome      | Joaquim Rodríguez  | Daniel Martin     | Bauke Mollema            | Team Leopard-Trek | Tony Martin               |
| 11     | David Moncoutié    | Bradley Wiggins   | Joaquim Rodríguez  | Matteo Montaguti  | Bauke Mollema            | Team RadioShack   | Adrián Palomares          |
| 12     | Peter Sagan        | Bradley Wiggins   | Joaquim Rodríguez  | Matteo Montaguti  | Bauke Mollema            | Team RadioShack   | Adam Hansen               |
| 13     | Michael Albasini   | Bradley Wiggins   | Joaquim Rodríguez  | David Moncoutié   | Daniel Moreno            | Team RadioShack   | Amets Txurruka            |
| 14     | Rein Taaramäe      | Bradley Wiggins   | Joaquim Rodríguez  | David Moncoutié   | Bauke Mollema            | Geox-TMC          | David de la Fuente        |
| 15     | Juan José Cobo     | Juan José Cobo    | Joaquim Rodríguez  | David Moncoutié   | Juan José Cobo           | Geox-TMC          | Simon Geschke             |
| 16     | Juan José Haedo    | Juan José Cobo    | Joaquim Rodríguez  | David Moncoutié   | Juan José Cobo           | Geox-TMC          | Jesús Rosendo             |
| 17     | Chris Froome       | Juan José Cobo    | Bauke Mollema      | David Moncoutié   | Juan José Cobo           | Geox-TMC          | Johannes Fröhlinger       |
| 18     | Francesco Gavazzi  | Juan José Cobo    | Joaquim Rodríguez  | David Moncoutié   | Juan José Cobo           | Geox-TMC          | Sérgio Paulinho           |
| 19     | Igor Antón         | Juan José Cobo    | Joaquim Rodríguez  | David Moncoutié   | Juan José Cobo           | Geox-TMC          | Igor Antón                |
| 20     | Daniele Bennati    | Juan José Cobo    | Joaquim Rodríguez  | David Moncoutié   | Juan José Cobo           | Geox-TMC          | Carlos Barredo            |
| 21     | Peter Sagan        | Juan José Cobo    | Bauke Mollema      | David Moncoutié   | Juan José Cobo           | Geox-TMC          |                           |
| Samlet | Samlet             |                   |                    |                   |                          |                   | Adrián Palomares          |